# Dahshur
Dahshur (arabiska: دهشور Dahšūr), alternativ stavning är Dashur eller Daschur, ligger i en hörna av öknen på Nilens västra sida, omkring 40 kilometer söder om Kairo. Platsen är ett kungligt begravningsområde, en nekropol, känd i huvudsak för de tre pyramiderna. Den Böjda Pyramiden och Röda pyramiden, och byggdes under farao Snofrus regeringstid omkring 2500 f.Kr. i det Gamla riket i det forntida Egypten. Den Svarta pyramiden, byggd långt senare under Amenemhat III:s styre, är dock mycket mer förfallen.
Den polerade pyramidion eller toppstenen av granit från den Svarta pyramiden finns att beskåda i huvudsalen på Egyptiska museet i Kairo. Den ovanliga formen på den Böjda pyramiden är unik och representerar en övergångsform som man tror blev nödvändig innan man löste problemet med att få de allt större pyramiderna att hålla. Röda pyramiden är världens första "äkta" pyramid.
I Dahshur uppfördes fler kungliga pyramider och gravar uppfördes på platsen under det Mellersta riket. I gravar tillhörande prinsessor från den 12:e dynastin gjorde arkeologen Jacques Morgan fynd av juveler under utgrävningar i slutet av 1800-talet.
Dahshur gränsar mot Sakkara i norr. Området, från Gizaplatån i norr till Dahshur i söder har varit en nekropol för innevånare i Memfis under olika perioder och upptogs på Unescos världsarvslista 1979.

## Bilder från Dahshur

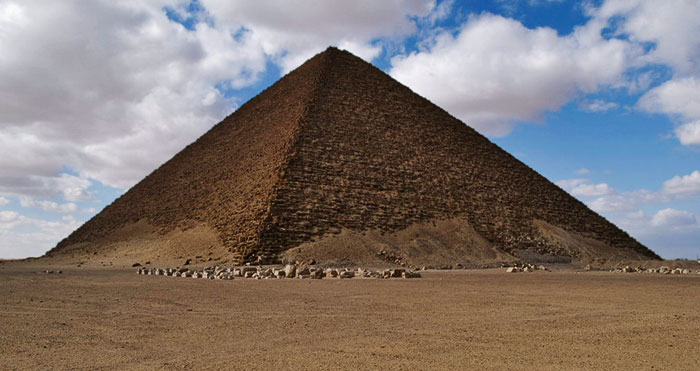
Röda pyramiden
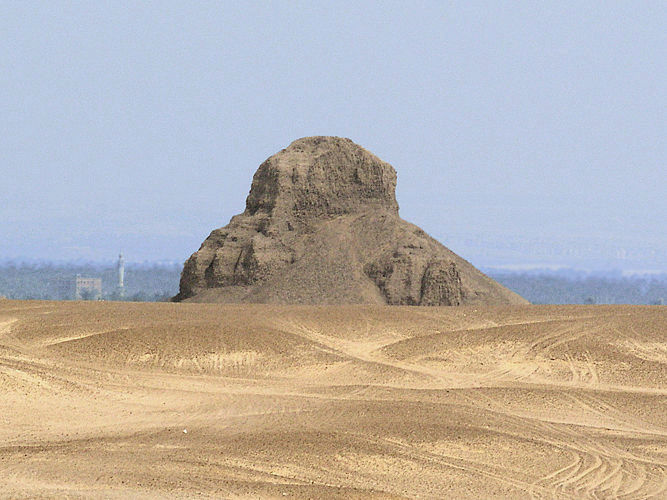
Den svarta pyramiden
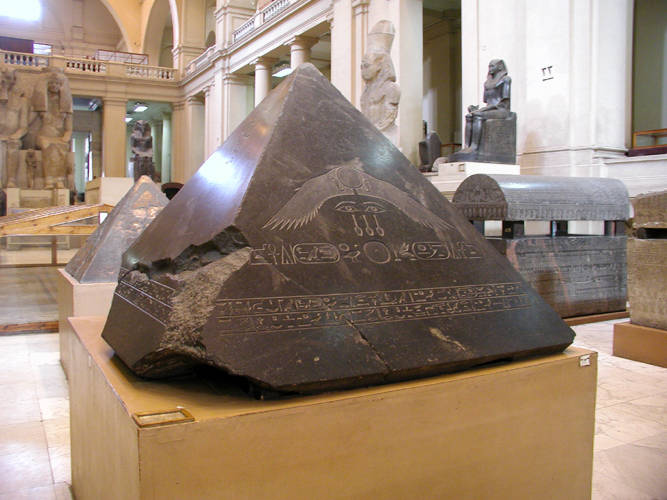
Pyramidion från den Svarta pyramiden
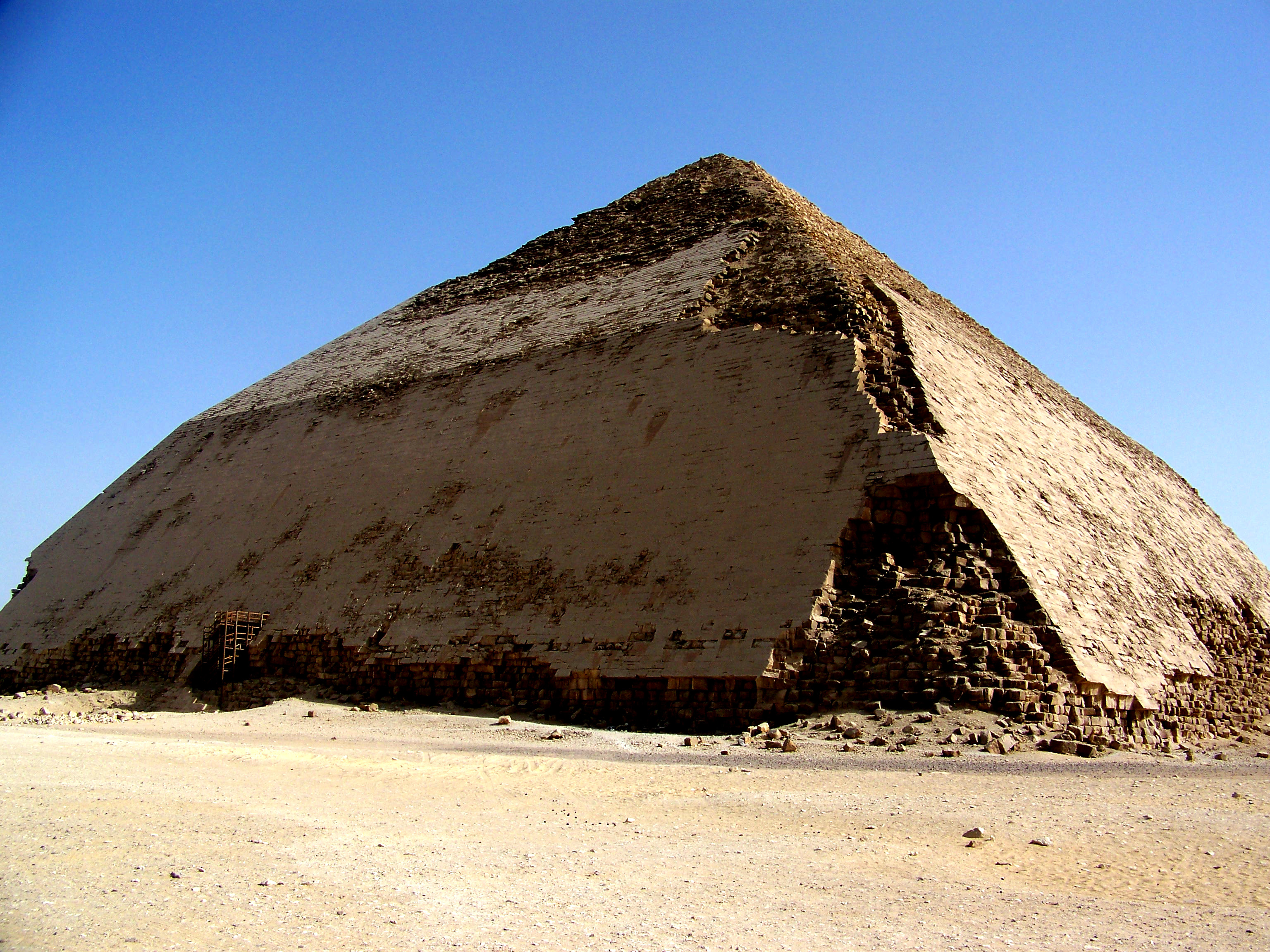
Den böjda pyramiden
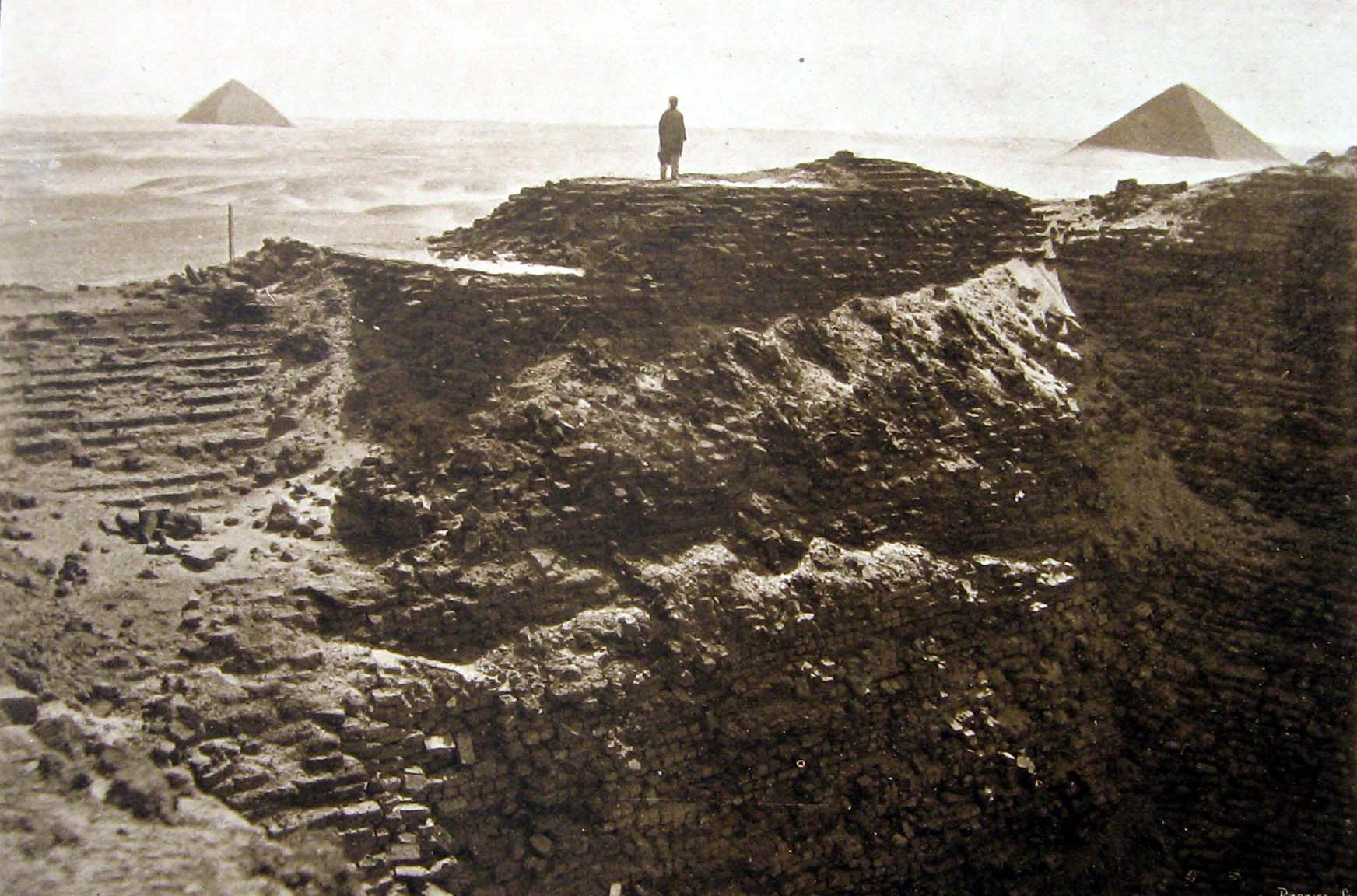
Senusret IIIs pyramid
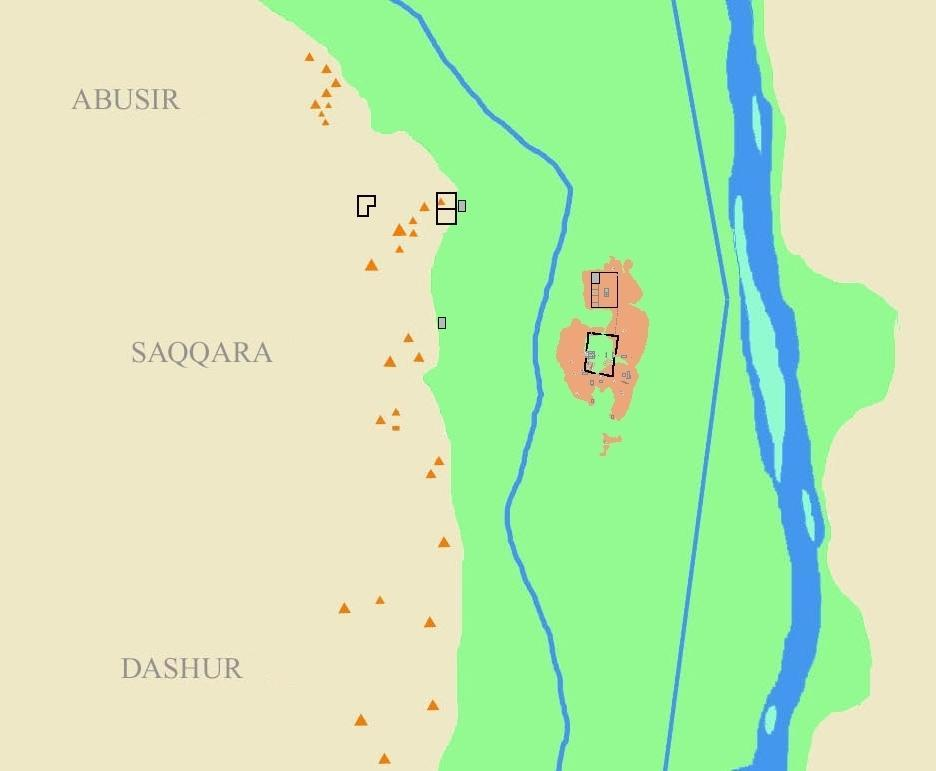
Planskiss över pyramidområdet Abusir, Sakkara och Dahshur